# Подолье (Николаевская область)
Подолье (укр. Поділля) — село в Веселиновском районе Николаевской области Украины.
Основано в 1927 году. Население по переписи 2001 года составляло 835 человек. Почтовый индекс — 57040. Телефонный код — 5163. Занимает площадь 1,326 км².

## История
В 1945 г. Указом ПВС УССР село Ленинталь переименовано в Подолье.

## Местный совет
57040, Николаевская обл., Веселиновский р-н, с. Подолье, ул. Центральная, 22